# Rangoon (1995)
Rangoon (auch Rangoon – Im Herzen des Sturms) ist ein britisch-amerikanisches Filmdrama von John Boorman aus dem Jahr 1995. Rangun (englisch Rangoon) war bis Ende 2005 die Hauptstadt von Myanmar (Birma).

## Handlung
Der Film beruht auf einer wahren Geschichte. Um den gewaltsamen Tod von Mann und Sohn irgendwie auszublenden, reist die Ärztin Laura Bowman im Jahr 1988 nach Myanmar, wo gerade Demonstrationen für mehr Demokratie stattfinden. Statt aus Myanmar auszureisen, wozu die Landesregierung Besucher aufruft, begleitet sie Professor U Aung Ko auf seiner Reise durch das Land. Sie engagiert sich für die Landesbewohner. Ihr eigenes Leben ist ihr nichts mehr wert, wie sie selbst sagt, „wollte sie nur sterben, um wieder bei ihnen zu sein“.
Als ein Soldat Laura vergewaltigen will, die auf der Suche nach Medikamenten für den kranken Professor ist, erschießt sie ihn. Später kommen der Professor und sie in die Hauptstadt, in der sie die US-amerikanische Botschaft erreichen wollen. Nach dem Professor und nach ihr wird gefahndet, sie fliehen. Auf den Straßen werden sie Zeugen von Massakern an demonstrierenden Studenten. Einige der jungen Männer bringen sie in das Lager der Rebellen unweit der Staatsgrenze. Als Laura von einer dortigen Ärztin gefragt wird, wie lange sie bleiben und helfen könne, antwortet sie, „solange ich gebraucht werde“.

## Hintergrund

### Veröffentlichung
Der Film erschien am 6. Juli 1995 in Deutschland, in der französischsprachigen Schweiz und in Frankreich erschien er bereits am 24. Mai 1995. Am 5. September 2008 erschien der Film in Deutschland auf DVD.

### Einspielergebnis
Bei einem geschätzten Budget von 23 Mio. US-Dollar spielte der Film weltweit etwa 21,4 Mio. Dollar ein.

## Kritiken
Laut Kenneth Turan („Los Angeles Times“) sei der Film im Hollywood-Stil gemacht und „unglaubwürdig“.
Hal Hinson („Washington Post“) nannte den Film „insgesamt frustrierend“.
„Ein Abenteuerfilm, der redlich und engagiert die politische Situation in Burma einzufangen versucht, sich dabei aber zu plakativ griffiger Chiffren bedient. Spannung und Intensität bezieht er aus der emotionalen Kraft, mit der er individuelles wie kollektives Leid vermittelt.“ („Lexikon des internationalen Films“)

## Auszeichnungen
- Nominierung für die Goldene Palme für John Boorman 1995[6]
- Political Film Society Awards in vier Kategorien nominiert (1995), davon zwei gewonnen[6]
- Die Deutsche Film- und Medienbewertung FBW in Wiesbaden verlieh dem Film das Prädikat wertvoll.